# Pečorsko more
Pečorsko more (rus. Печо́рское мо́ре) je arktičko more na sjeverozapadu europske Rusije, koje tvori jugoistočni dio Barentsova mora. Na zapadu graniči s otokom Kolgujev; na istoku zapadnim obalama otoka Vajgač i poluotokom Jugorski; a na sjeveru južnim krajem Novaje Zemlje.
Smješteno u središtu istočnoatlantskog prelijetanja s uvjetima prikladnim za bentoski život, Pečorsko more podržava oko 600 taksona i najveću ukupnu biomasu Barentsovog mora. To je mjesto godišnje migracije jedne od najvećih populacija lososa u sjevernoj Europi. U usporedbi s ostatkom Barentsovog mora, Pečorsko more je jedinstveno po svojoj kontinentalnijoj klimi, nižem salinitetu, plitkoći, odvojenosti od otvorenog mora i velikom pritoku vode iz rijeka, kao i niskoj razini ljudskog utjecaja kroz povijest. Njegove umjerene karakteristike nisu tipične za Arktik.

## Povijest
Povijesno gledano, prije nego što je susjedno Barentsovo more nazvano takvim, već je bilo ustaljeno vlastito ime Pečorskog mora. Ostatak današnjeg Barentsovog mora tada je bio poznat kao Murmansko more.
Pečorsko more korišteno je kao početna točka istraživanja tada nepoznatih ledenih mora koja leže na istoku. Najranije zabilježeno putovanje preko Pečorskog mora kroz Jugorski tjesnac izveo je rani ruski istraživač Uleb iz Nižnjeg Novgoroda. Ulebov ulazak u Karsko more zabilježen je 1032. godine.
Ruski Pomori, obalni stanovnici obala Bijelog mora, istraživali su more i obalu Nove Zemlje od 11. stoljeća. Prva arktička brodska linija, Veliki put Mangazea, od Bijelog mora do rijeke Ob i Jenisejskog zaljeva počela je prometovati u drugoj polovici 16. stoljeća. Tom je prugom otvoren put do sibirskih bogatstava i radila je sve do 1619. godine, kada je zatvorena iz vojnih i političkih razloga, zbog straha od mogućeg prodora Europljana u Sibir.

## Geografija
Pečorsko more blokirano je plutajućim ledom od studenog do lipnja − relativno kratko razdoblje. Glavna rijeka koja ulazi u more je Pečora. Salinitet mora je od 18 do 34 ‰. U središnjem dijelu mora salinitet se kreće oko 34‰, a temperatura se kreće od 0.5 do 2°C.

### Batimetrija
Prosječna dubina Pečorskog mora je 6 m, a njegova najdublja točka doseže 210 m. Srednja dubina kreće se od 11 m u zaljevu do 190 m južno od Nove Zemlje. Kolgujevska struja pod utjecajem Atlantika, koja utječe na temperaturu i salinitet središnjeg dijela mora, teče prema istoku. Postoji nekoliko otoka[Koliko?] blizu obale, od kojih je najveći otok Dolgi.
Plitkoća ga razlikuje od ostatka Barentsova mora. Na svojih 205,607 km2, prosječna dubina u moru je oko 50 m. Ova plitkoća sprječava podizanje hranjivih tvari iz Atlantika, pridonoseći niskoj pelagičnoj produktivnosti mora.

### Hidrologija
Kao i kod susjednog Karskog mora, hidrološka situacija Pečorskog mora jedinstvena je zbog velikog unosa rijeka i velikog kontinentalnog otjecanja. Samo rijeka Pečora ispušta oko 130 km3 slatke vode u Pečorsko more iz rijeke Pečore − glavnog izvora dotoka Pečorskog mora − opskrbljujući more sa 6.1 milijuna tona sedimenta godišnje.
U usporedbi s drugim morima diljem svijeta, izvor dotoka rijeke Arktičkog oceana je značajan, dajući Pečorskom moru manje arktičke karakteristike nego što bi se očekivalo na geografskim širinama tako daleko od ekvatora. Pečorsko more zajedno s graničnim Karskim morem (odvojenim mlaznom strujom ) čini više od trećine ukupnog otjecanja Arktičkog oceana iz kontinentalnih izvora (za razliku od uglavnom slanih izvora kao što je većina oceana). Ovaj veliki unos iz rijeka čini ovo područje Arktičkog oceana jedinstvenim.

### Temperatura i salinitet
Stvaranje leda potiče niska slanost mora. Temperatura se kreće od −1.0 do 1.5 °C ispod 150 m; 0.5 do 2 °C u središnjem dijelu mora; i 5 do 8 °C ljeti i u jesen na južnom dijelu mora.
Njegov salinitet se kreće od 8 do 18 ‰ u zaljevu, 18 do 26 ‰ u južnom dijelu i 34 ‰ u središnjem dijelu, povećavajući se s udaljenošću od ušća rijeke Pečore.

### Klima
Pečorsko more ima vlažnu kontinentalnu klimu. Polarni medvjedi i morževi ugroženi su klimatskim promjenama koje iznimno opterećuju Arktik.
Kontinentalnom položaju mora suprotstavlja se dotok hranjivih tvari koje donosi rijeka Pečora, što moru daje 4,570 km3 sedimenta i 12,500 tona ostalih suspendiranih tvari.
Hladna kontinentalna klima mora, rezultat njegovog položaja u samom središtu kontinenta, daje povoljne uvjete za stvaranje leda. Kao rezultat ovog kontinentalnog položaja i obilja leda, morski vodeni stupac je stratificiran, njegov sediment je heterogen, a pelagijska produktivnost je niska.

## Biogeografija i ekologija
Podržava jedinstveni bentoski ekosustav. Produktivni bentoski okoliš kojeg potiče rijeka Pechora sadrži više od 600 vrsta faune. U Karskom i Jugorskom tjesnacu ukupna biomasa je veća od 500 mg/m , najviši u Barentsovom moru. To pogoduje bentoskim organizmima kao što su morževi. Rijeka Pečora, glavni ulaz u Pečorsko more, ima prosječni godišnji otjecanje od 130 km3. U Pečorskom moru živi 70 vrsta riba, najzastupljenija je Boreogadus saida. Ova je vrsta važna za kriopelagijski ekosustav.
Ribolov u Barentsovom moru, posebno ribolov bakalara, od velike je važnosti i za Norvešku i za Rusiju. Na dnu Pečorskog mora postoji raznolikost bentoske faune. Osim toga, postoji genetski različita populacija polarnih medvjeda povezana s Barentsovim morem. Skupina beluga kitova migrira u Pečorsko more radi zimovanja. Razne vrste poput morževa ugrožene su mogućim zagađenjima.

### Biljke i životinje
U Pečorskom moru ima oko 600 taksona. U moru žive razne anadromne ribe. Jedna od najvećih sjevernoeuropskih zaliha atlantskog lososa (Salmo salar) kao i druge riblje populacije iz okolnih područja svake jeseni migriraju po Pečorskom moru kako bi se mrijestile, proces koji dovršavaju pod ledom. Osim toga, jedina populacija Coregonus autumnalis u sjevernoj Europi, i jedna od najvećih u regiji, mrijesti se u ušću Pečore.
Pečorsko more glavno je mjesto za odmor i mitarenje krasne gavke (Somateria spectabilis). Patke ledare (Clangula hyemalis) i većina drugih vrsta ptica močvarica koriste more kao usputnu točku.
U Karskim vratima i Jugorskom tjesnacu ukupna biomasa je veća od 500 mg/m , najviša u Barentsovom moru. Najzastupljeniji tipovi su Annelida, Bryozoa, Crustacea, Echinodermata, Mollusca i Sarcomastigophora.

### Onečišćenje
U odnosu na ostatak Barentsovog mora, kakvoća vode Pečorskog mora je loša.

## Ekonomija

### Nafta i plin
Godine 2023., Pečorsko je more bilo jedno od najrazvijenijih mjesta na Arktiku u pogledu istraživanja ugljikovodika (nafte i plina).(ref)
U sadašnjim vremenima[Kada?] postoji nešto bušotina nafte u Pečorskom moru na naftnim poljima Dolginskoje i Prirazlomnoje. Negativan ekološki učinak takve industrijske eksploatacije na obali Pečorskog mora je značajan. Prema Greenpeaceu i Svjetskoj zakladi za prirodu, Gasprom nije spreman adekvatno se nositi s izljevom povezanim s proizvodnjom nafte. Zbog toga je u rujnu 2013. Greenpeace organizirao sučeljavanje s ruskom obalnom stražom u kojem su aktivisti Greenpeacea prišli i pokušali se popeti na Gaspromovu platformu za bušenje.

## Vanjske poveznice
|  | Zajednički poslužitelj ima još gradiva o temi Pečorsko more |